# موتور عقب

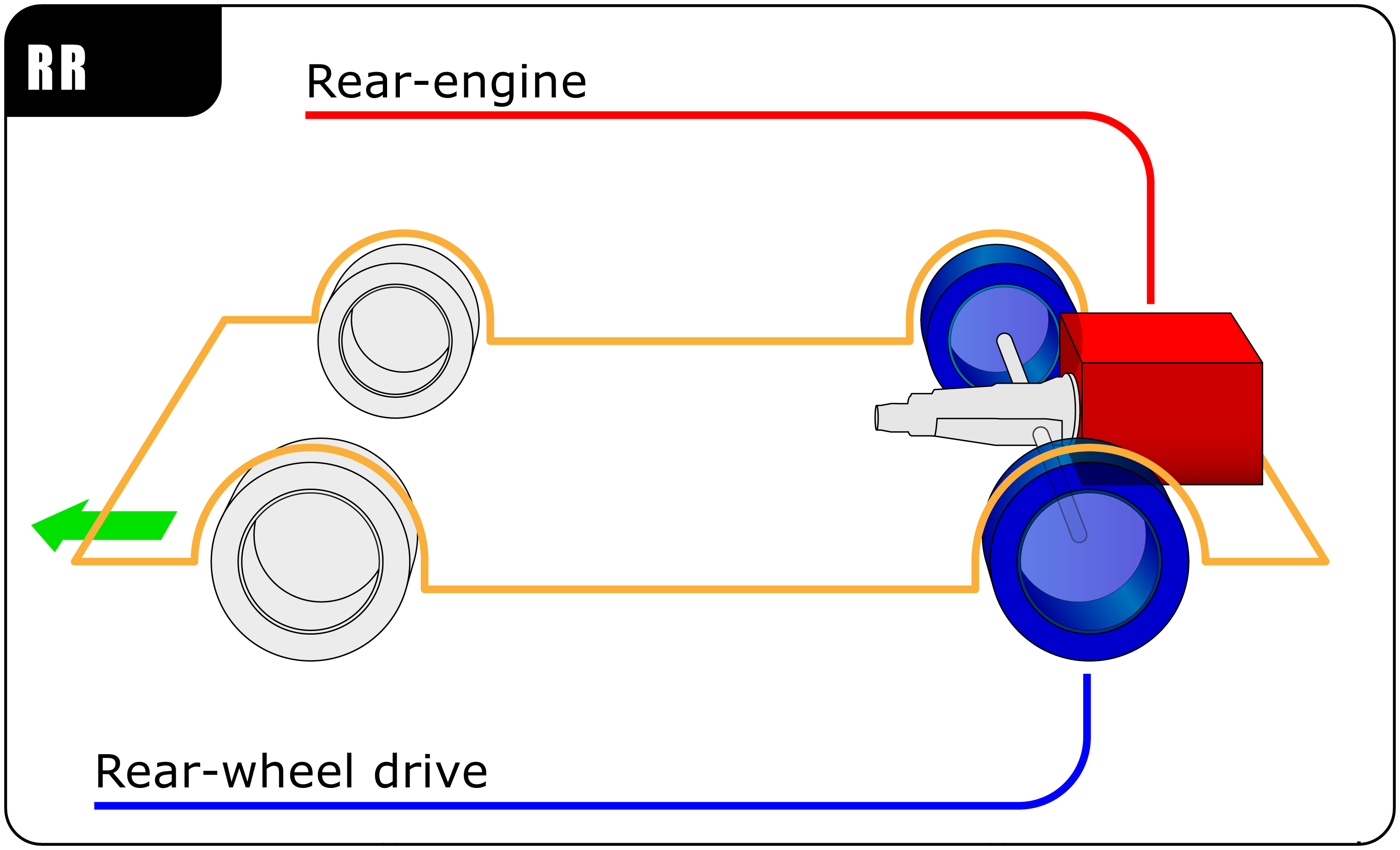
نمایی از دیاگرام موتور عقب خودرو

موتور عقب اصطلاحی است مربوط به صنعت خودروسازی که عبارتست از قرارگیری موتور خودرو در سمت انتهایی بدنه آن. موقعیت دقیق طولی و ارتفاعی قرارگیری موتور و متعلقات آن به ماکزیمم شیب عرضی مجاز جاده برای این خودرو، تأثیر بر روی نیروی مؤثر ترمز، گشتاور واژگون‌کننده، گرانیگاه کل خودرو، نیروهای اینرسی و نیروهای واکنشی که از طرف جاده بر چرخها و سپس سایر اجزای خودرو وارد می‌آید، بستگی دارد. این خودروها اغلب سبک‌وزن هستند و می‌خواهند بیشتر وزنشان روی محور محرک باشد. بیشتر وزن خودرو به واسطه موتور روی محور عقب است و همین عامل سبب می‌شود چرخهای محور عقب از اصطکاک کافی برای حرکت پر شتاب برخوردار باشند. از نظر فرمان‌پذیری (هندلینگ) این خودروها فوق‌العاده بیش فرمان (به انگلیسی: oversteer) و مناسب شرایط رانندگی مسابقه‌ای هستند. از معایب این طریق چیدمان می‌توان به تأثیرات منفی بر روی فرمان‌پذیری (خوش‌دستی) خودرو اشاره کرد.